# ديفيد ايزينبد
ديفيد ايزينبد (ولد في 8 أبريل 1947 في مدينة نيويورك) هو عالم رياضيات أمريكي. وهو أستاذ الرياضيات في جامعة كاليفورنيا، بيركلي، وكان مديرًا لمعهد بحوث العلوم الرياضية (MSRI) في الفترة من 1997 إلى 2007. وتمت إعادة تعيينه لهذا المنصب في عام 2013، وتم تمديد فترة ولايته حتى 31 يوليو 2022 .